# Jordan-Hare Stadium
O Jordan-Hare Stadium é um estádio localizado em Auburn, Alabama, Estados Unidos, possui capacidade total para 87.451 pessoas, é a casa do time de futebol americano universitário Auburn Tigers da Universidade de Auburn. O estádio foi inaugurado em 1939, o nome é em homenagem ao ex-treinador Ralph Jordan e ao ex-jogador Cliff Hare.